# 白六郎
白 六郎（はく ろくろう、1952年8月20日 - ）は、日本の漫画家・アニメーター。本名は蒲原 直樹（かもはら なおき）。一部の作品は本名で発表している。佐賀県出身、血液型はO型。

## 略歴
法政大学二部（夜間部）在学中に、ダイナミックプロに入社した。アシスタントとして働きながら書いた『北国の母』（増刊ジャンプ）、『山猫先生』（月刊ジャンプ）で漫画家デビュー。同プロにて『Xボンバー』、『UFOロボ グレンダイザー』のコミカライズのほか、秋田書店を中心に『紳助竜介物語』『松村和子物語』などの芸能人の紹介漫画や、『特装騎兵ドルバック』『マッドマシン（未放映）』など、アニメ作品の漫画化を行う。
1988年（昭和63年）に新興出版より出版された『漫画・日の丸君が代』のために白 六郎のペンネームを使用。この後、主に左翼陣営のメディアで活動する。
また、旺文社・汐文社などから学習向けの単行本を数冊出版した。
2000年代になると発表の場をネット上に移し、パソコン講座などを開設。flashを使用することが多くなった。2007年「アスキー・ショートムービーコンテスト」でFlash部門賞受賞、翌2008年には協賛企業賞を受賞した。この年には同賞の審査員だったサエキけんぞうの紹介により、中京テレビ『ウキ⇒ビジュ』に出演した。
2013年にはオンラインゲーム『ジェンダー城の冒険』を発表している。

## 作品リスト
- からす丸と山ネコたち（月刊少年ジャンプ 1979年）
- Xボンバー（原作：永井豪、月刊少年ジャンプ（集英社）1980年6月号 - 8月号連載）
- 特装機兵ドルバック（TVアニメマガジン（秋田書店）1983年連載）
- ゴッドマジンガー（原作：永井豪、小学三年生（小学館）1984年6月号 - 8月号連載）
- 漫画・日の丸君が代（新興出版、1988年）
- あゆみの明日物語・うたごえ天国（あけび書房、1995年）
- タケカワユキヒデの「もっと楽しもうよ！音楽」（汐文社、2001年） ISBN 4-8113-7367-7
- マンガ版劣化ウラン弾（合同出版、2004年） ISBN 978-4772603218

## 師匠
- 永井豪